# Kovacevo, Stara Zagora
Kovacevo (în bulgară Ковачево) este un sat în Obștina Radnevo, Regiunea Stara Zagora, Bulgaria.

## Demografie
Componența etnică a satului Kovacevo
     Turci (3,5%)
     Bulgari (94,34%)
     Nicio identificare (0,58%)
     Altele (1,55%)
La recensământul din 2011, populația satului Kovacevo era de 513 locuitori. Din punct de vedere etnic, majoritatea locuitorilor (94,34%) erau bulgari, cu o minoritate de turci (3,5%). Pentru 0,58% din locuitori nu este cunoscută apartenența etnică.